# Ludvík Vyhnanovský
Ludvík Vyhnanovský (* 20. Januar 1927 in Prag; † 24. August 2010 ebenda) war ein tschechischer Tischtennisspieler. Seine größten Erfolge errang Vyhnanovský in den 1950er Jahren. 1958 wurde er Europameister im Doppel.

## Erfolge
Ludvík Vyhnanovský wurde zehnmal nationaler tschechischer Meister. Von 1950 bis 1963 nahm er an acht Weltmeisterschaften teil. Dabei gewann er mit der tschechischen Mannschaft 1955 und 1956 Silber sowie 1953 und 1957 Bronze. 1959 wurde er mit Ladislav Štípek Vizeweltmeister im Doppel, als das Endspiel gegen die Japaner Ichirō Ogimura/Teruo Murakami verloren ging. Bereits 1956 hatte er mit Václav Tereba das Halbfinale im Doppel erreicht. Auch 1957 kam er im Mixed mit Helen Elliot (Schottland) unter die letzten Vier.
Bei der 1958 erstmals durchgeführten Europameisterschaft setzte er sich mit Ladislav Štípek im Doppelendspiel gegen Toma Reiter/Otto Bottner (Rumänien) durch und wurde so Europameister. Mit der ČSSR-Mannschaft wurde er Zweiter, im Einzel erreichte er das Halbfinale.
1958 und 1959 führte er die ČSSR-Rangliste an. Seit 1957 arbeitete er als Trainer bei Sparta Prag, dessen Damenmannschaft 1977 den europäischen Messepokal gewann.
Im Jahre 1955 drehte Jiří Jahn mit Unterstützung des Chefredakteurs der Zeitschrift Tennis-stolní tennis, Josef Stein, in den Filmstudios von Gottwaldov den zweiteiligen Dokumentarfilm Stolní tenis („Tischtennis“), bei dem neben Ludvík Vyhnanovský u. a. auch Ladislav Štípek, Bohumil Váňa, Miloslav Hamer und Adolf Šlár mitwirkten.

## Privat
Sein älterer Bruder Wenzel Vyhnanovský war Abteilungsleiter bei Sparta Prag.

## Turnierergebnisse
| Verband | Veranstaltung       | Jahr | Ort       | Land | Einzel     | Doppel        | Mixed         | Team |
| ------- | ------------------- | ---- | --------- | ---- | ---------- | ------------- | ------------- | ---- |
| TCH     | Europameisterschaft | 1960 | Zagreb    | YUG  | letzte 16  |               |               |      |
| TCH     | Europameisterschaft | 1958 | Budapest  | HUN  | Halbfinale | Gold          | Viertelfinale | 2    |
| TCH     | Weltmeisterschaft   | 1963 | Prag      | TCH  | letzte 64  | letzte 64     | letzte 128    |      |
| TCH     | Weltmeisterschaft   | 1961 | Peking    | CHN  | letzte 32  | letzte 32     | letzte 32     | 10   |
| TCH     | Weltmeisterschaft   | 1959 | Dortmund  | FRG  | letzte 32  | Silber        | letzte 64     | 5    |
| TCH     | Weltmeisterschaft   | 1957 | Stockholm | SWE  | letzte 64  | Viertelfinale | Halbfinale    | 3    |
| TCH     | Weltmeisterschaft   | 1956 | Tokio     | JPN  | letzte 128 | Halbfinale    | keine Teiln.  | 2    |
| TCH     | Weltmeisterschaft   | 1955 | Utrecht   | NED  | letzte 128 | letzte 64     | letzte 16     | 2    |
| TCH     | Weltmeisterschaft   | 1953 | Bukarest  | ROU  | letzte 32  | letzte 64     | letzte 32     | 3    |
| TCH     | Weltmeisterschaft   | 1950 | Budapest  | HUN  | letzte 16  | letzte 64     | letzte 32     |      |